# Stewartia ovata
Stewartia ovata là một loài thực vật có hoa trong họ Theaceae. Loài này được (Cav.) Weath. miêu tả khoa học đầu tiên năm 1939.

## Hình ảnh

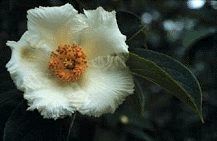
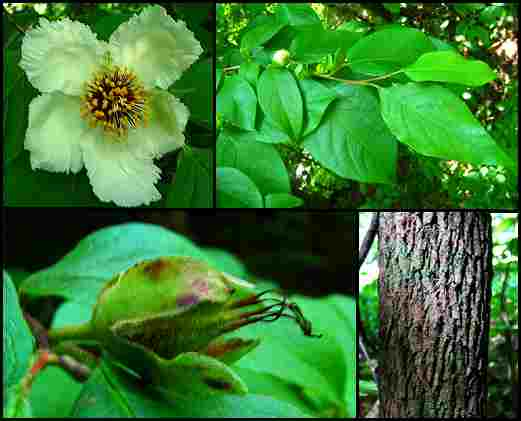